# قتل صبر
قتل صبر عبارت است از اینکه: هرگاه انسان یا حیوانی را که می‌توان یک باره و با یک ضربه کشت و به قتل رساند، بسته و به تدریج و با ضربات متعدد زجرکش کنند به چنین کشتنی قتل صبر گفته می‌شود.
شیخ حر عاملی در کتاب وسائل‌الشیعه قتل صبر را مکروه دانسته و در این خصوص حدیثی از  امام جعفر صادق علیه السلام آورده است که «رسول الله هیچ‌کسی را به صبر نکشت به جز عقبه بن ابی معیط».
در صحیح مسلم آمده است، «پیامبر در روز فتح مکه دربارهٔ قتل صبر گفت: بعد از امروز تا روز قیامت، هیچ قُرَشی را که اسیر باشد نباید کُشت.»

## کسانی که به صبر کشته شده‌اند
- حسین بن علی : در حالی که هنوز رمق در بدن داشت، مورد ضربه‌های شمشیر و نیزه قرار دادند.[۵][۶][۷] در این خصوص امام سجاد

علیه السلام گفته‌است «من فرزند همان کسی هستم که او را به قتل صبر کشتند، و این برای ما موجب افتخار است.
- مسلم بن عقیل: به دستور ابن زیاد به «قتل صبر» کشته شد.[۹]
- عقبه بن ابی معیط: در تفسیر المیزان ذیل آیه ۲۷ سوره فرقان به نقل از الدر المنثور آورده شده که: وی در جنگ بدر اسیر شد، و به طور صبر کشته گشت، ولی تا آن روز هیچ‌کس را با شکنجه نکشته بودند.[۱۰]